# Абате, Эмануэле
Эмануэ́ле Аба́те (итал. Emanuele Abate; род. 8 июля 1985, Генуя) — итальянский легкоатлет, барьерист, участник летних Олимпийских игр 2012 года, многократный чемпион и рекордсмен Италии.

## Спортивная биография
В 2007 году Абате стал бронзовым призёром молодёжного европейского чемпионата. В 2009 году Эмануэле Абате стал бронзовым призёром летней Универсиады в Белграде.
В 2012 году Абате принял участие в летних Олимпийских играх в Лондоне. В первом раунде соревнований барьеристов итальянский спортсмен, показав результат 13,46, занял в своём забеге 4-е место и не смог напрямую отобраться в следующий раунд, но тем не менее Абате попал в число участников, которых добрали по времени. В полуфинале Эмануэле улучшил свой результат, пробежав дистанцию за 13,35, но вновь занял 4-е место в своём забеге и окончательно выбыл из соревнований.
Летом 2013 года Абате включили в заявку сборной Италии для участия в командном чемпионате Европы. Абате стартовал во втором финале, где пришёл к финишу первым. По итогам соревнований Эмануэле занял 6-е место, принеся итальянской сборной 7 зачётных баллов. В 2016 году Абате выступил на чемпионате Европы. Итальянский барьерист уверенно преодолел предварительный раунд, но в полуфинале финишировал только 4-м, завершив борьбу за медали.
Абате является трёхкратным чемпионом Италии в беге на 110 метров с барьерами (2008, 2009, 2011). Также Абате владеет рекордом Италии на дистанциях 110 метров с барьерами (13,28), а также 50 метров с барьерами в помещении (6,62). С 4 февраля 2012 по 1 марта 2013 года Абате был рекордсменом страны на дистанции 60 метров с барьерами в помещении.